# 렝카어족
렝카어족(영어: Lencan languages)는 사멸한 메소아메리카의 언어들이 속한 작은 어족이다.

## 분류

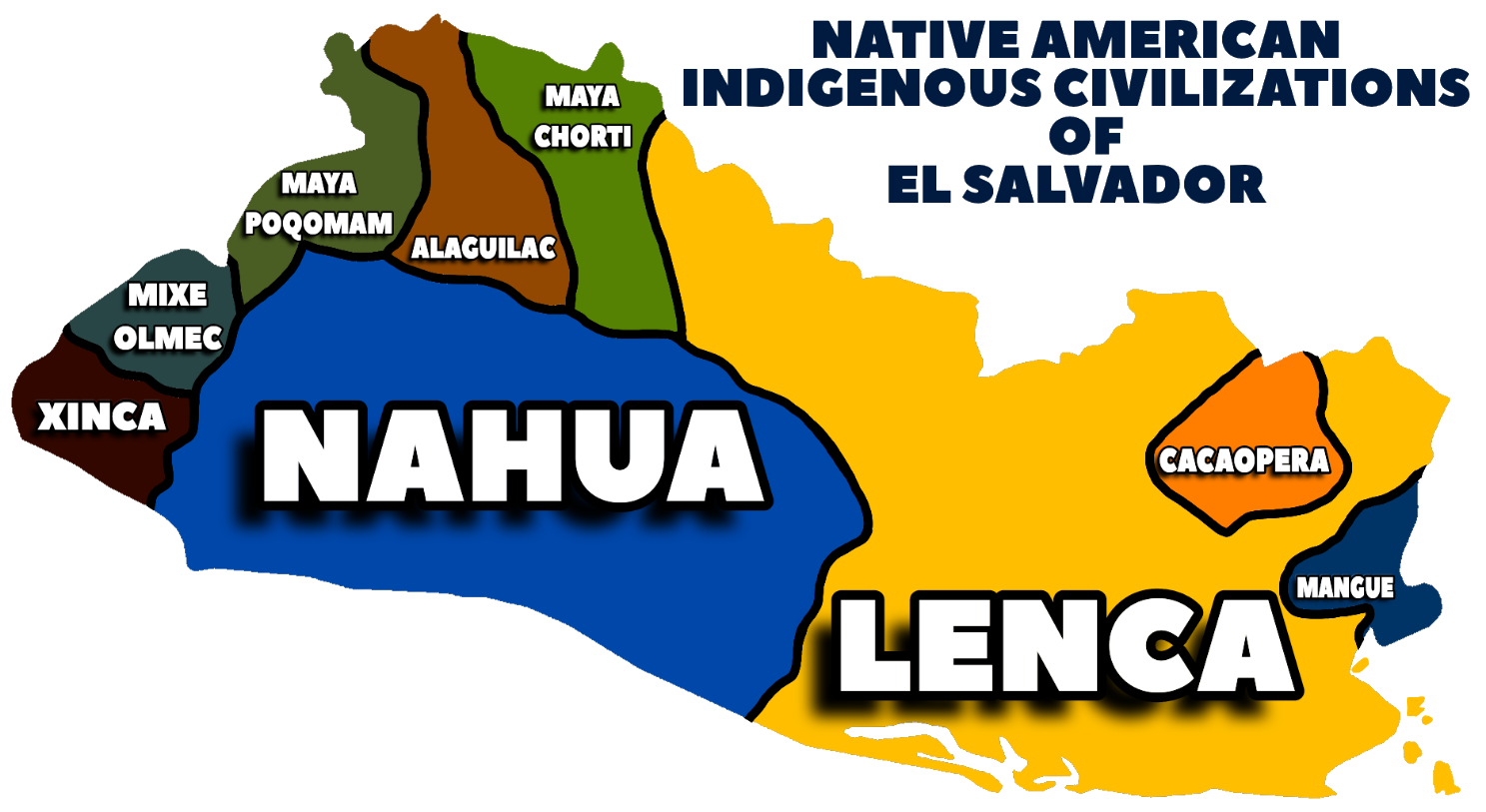
엘살바도르의 원주민 문명과 그 영토
렝카족 왕국
카카오페라족 왕국
싱카족 왕국
마야 포코맘족 왕국
마야 초르티족 왕국
알라귈락족 왕국
미헤족 왕국
망게족 왕국
피필족 왕국

두 개의 렝카어족 언어가 문증되며 둘 모두 사멸했다(Campbell 1997:167).
- 엘살바도르 렝카어는 엘살바도르의 칠랑가(Chilanga)와 포토(Potó) 지역에서 쓰였다. (이 때문에 포토어(Potón)라 불리기도 한다.)[2] 렝카족은 지금으로부터 약 2천 년 전에 엘살바도르에 들어와 켈레파(Quelepa) 유적지를 남겼다. 2012년 기준으로 포토에 1명의 화자가 남아 있었다.[2]
- 온두라스 렝카어는 온두라스 인티부카주, 라파스주의 오파토로(Opatoro), 과히키로(Guajiquiro), 산타엘레나(Santa Elena), 카바냐스주에서 큰 방언 차이 없이 사용되었다. 온두라스 렝카어로 된 몇몇 문구가 전해지나, 1974년 이후로 온두라스 렝카어를 구사하는 사람은 알려진 바가 없다.

두 언어는 서로 가까운 관계가 아니다. 모리스 스와데시 (1967)는 두 언어가 약 3천 년 전에 갈라졌다고 추정한다. Arguedas Cortés (1987)는 12개의 자음(방출음 포함)과 5개의 모음 음소를 지닌 렝카조어를 재구하였다.
렝카어족과 다른 어족의 관계는 불확실하다. 렝카어족을 확대 치브차어족의 일부로 포함시키는 학자들도 있는데, Campbell (1987)은 그에 대한 확고한 증거가 전혀 없다고 했지만 Constenla-Umaña (2005)는 렝카어족, 미수말파어족, 치브차어족 사이에 규칙적인 음운 대응이 존재한다고 주장한다.
렝카어족과 싱카어족을 하나로 묶는 가설도 있다(Campbell 1997). 또한 Jolkesky (2017:45-54)는 대명사와 친족 어휘 등 렝카어족이 호크어족에 포함됨을 시사하는 어휘적 증거를 발견했다고 주장하였다.

## 역사
렝카어족의 원향은 온두라스 중부였을 가능성이 크다(Campbell 1997:167).
16세기 초 스페인인이 메소아메리카를 정복하던 시기에 렘파강 동쪽의 온두라스 북서부와 남서부, 엘살바도르 동부 지역의 렝카족이 렝카어족 언어들을 사용하고 있었다. 렝카족은 지금도 똑같은 지역에서 살아가고 있지만 1970년대에 라일 캠벨은 렝카어 화자를 엘살바도르 칠랑가에서 단 한 명밖에 찾을 수 없었으며 온두라스에서는 한 명도 찾을 수 없었다고 보고했다. 또 그는 엘살바도르 렝카어와 온두라스 렝카어가 서로 다른 언어라고 결론지었다.
두 나라 모두에서 렝카어를 부활시키고자 하는 원주민 운동이 일어나고 있다. 최근 온두라스의 언론 보도에 따르면 엘살바도르 렝카어로 된 초등학교 교과서가 렝카족 지역의 공립학교들에 배포되었다고 한다.

## 참고 문헌
- Campbell, Lyle. 1997. American Indian Languages: The Historical Linguistics of Native America. Oxford: Oxford University Press.
- Campbell, Lyle. 2012. The Indigenous Languages of South America: A Comprehensive Guide. De Gruyter Mouton: Walter de Gruyter GmbH & Co. KG, Berlin/Boston.
- Constenla Umaña, Adolfo. (1981). Comparative Chibchan Phonology. (Ph.D. dissertation, Department of Linguistics, University of Pennsylvania, Philadelphia).
- Constenla Umaña, Adolfo. (1991). Las lenguas del Área Intermedia: Introducción a su estudio areal. Editorial de la Universidad de Costa Rica, San José.
- Constenla Umaña, Adolfo. (1995). Sobre el estudio diacrónico de las lenguas chibchenses y su contribución al conocimiento del pasado de sus hablantes. Boletín del Museo del Oro 38-39: 13-56.
- Constenla-Umaña., Adolfo (2005). "Existe relacion genealogica entre las lenguas misumalpas y las chibchenses?" Estudios de Linguistica Chibcha. 23: 9–59.
- Fabre, Alain. 2005. Diccionario etnolingüístico y guía bibliográfica de los pueblos indígenas sudamericanos: LENCA.
- Hemp, Eric. 1976. "On Earlier Lenca Vowels". International Journal of American Linguistics 42(1): 78-79.
- Jolkesky, Marcelo 2017. "On the South American Origins of Some Mesoamerican Civilizations". Leiden: Leiden University. Postdoctoral final report for the “MESANDLIN(G)K” project. Available here.
- Lehman, Walter. 1920. Zentral-Amerika. see pp. 700–719 (Salvadoran Lenca) and pp. 668–692 (Honduran Lenca).